# ألبريخت كرافت
ألبريخت كرافت (1816 - 1847 م) هو مستشرق نمساوي.
دخل مدارس الرهبان البندكتيين، واهتم بوضع الفهارس والترجمة. وكان عضوا في الجمعية الآسيوية الفرنسية.
من آثاره: نشر روضة النسرين في دولة بني مرين لابن الأحمر.